# Giải bóng đá Ngoại hạng Quần đảo Faroe
Giải bóng đá Ngoại hạng Quần đảo Faroe (còn được gọi là Betri deildin vì lý do tài trợ) là giải bóng đá cao nhất tại Quần đảo Faroe. Giải được thành lập năm 1942 với tên gọi Meistaradeildin, và được tổ chức theo thể thức hiện tại kể từ năm 2005, khi Giải Ngoại hạng thay thế 1. deild trở thành hạng đấu cao nhất của quần đảo. Giải đấu do Hiệp hội bóng đá Quần đảo Faroe tổ chức.
Giải hiện có 10 câu lạc bộ tham gia. Cuối mỗi mùa bóng có 2 đội bóng phải xuống hạng Nhất và 2 đội bóng lên hạng. Tính đến tháng 2 năm 2024, Giải bóng đá Ngoại hạng Quần đảo Faroe được xếp hạng thứ 38 trong số 55 giải đấu theo hệ số UEFA.

## Lịch sử
Mặc dù giải đấu được bắt đầu tổ chức từ năm 1942, các câu lạc bộ đến năm 1993 mới tham gia các giải đấu ở châu Âu. Từ 1942 đến 1975 nó mang tên Meistaradeildin (Giải vô địch) và từ 1976 đến 2004 mang tên 1. deild (Giải hạng Nhất). Khi giải đấu đổi tên từ 2005, giải bóng đá cấp dưới tiếp theo của Faroe mang tên này (Giải hạng Nhất).

## Danh sách các câu lạc bộ mùa bóng 2010
| Câu lạc bộ      | Vị trí       | Tham dự giải đấu châu Âu |
| --------------- | ------------ | ------------------------ |
| AB Argir        | Argir        |                          |
| B36 Tórshavn    | Tórshavn     |                          |
| B68 Toftir      | Toftir       |                          |
| B71 Sandoy      | Sandur       |                          |
| EB/Streymur     | Streymnes    | Europa League            |
| FC Suðuroy      | Vágur        |                          |
| HB Tórshavn     | Tórshavn     | UEFA Champions League    |
| ÍF Fuglafjørður | Fuglafjørður |                          |
| NSÍ Runavík     | Runavík      | Europa League            |
| Vikingur        | Gøta         | Europa League            |

- In nghiêng: câu lạc bộ mới lên hạng.

## Danh sách các đội vô địch

### Danh sách vô địch
Chữ in đậm chỉ các đội cũng đã giành Cúp bóng đá Quần đảo Faroe trong mùa giải đó (cú đúp).
| Mùa giải | Vô địch                                                                               | Á quân                                                                                | Vua phá lưới (đội)                                                                    | Số bàn                                                                                |
| -------- | ------------------------------------------------------------------------------------- | ------------------------------------------------------------------------------------- | ------------------------------------------------------------------------------------- | ------------------------------------------------------------------------------------- |
| 1942     | KÍ                                                                                    | TB                                                                                    | không có sẵn                                                                          | không có sẵn                                                                          |
| 1943     | TB                                                                                    | MB                                                                                    | không có sẵn                                                                          | không có sẵn                                                                          |
| 1944     | Không có giải đấu nào do thiếu bóng đá trong thời gian Anh chiếm đóng Quần đảo Faroe. | Không có giải đấu nào do thiếu bóng đá trong thời gian Anh chiếm đóng Quần đảo Faroe. | Không có giải đấu nào do thiếu bóng đá trong thời gian Anh chiếm đóng Quần đảo Faroe. | Không có giải đấu nào do thiếu bóng đá trong thời gian Anh chiếm đóng Quần đảo Faroe. |
| 1945     | KÍ (2)                                                                                | SÍ                                                                                    | không có sẵn                                                                          | không có sẵn                                                                          |
| 1946     | B36                                                                                   | VB                                                                                    | không có sẵn                                                                          | không có sẵn                                                                          |
| 1947     | SÍ                                                                                    | KÍ                                                                                    | không có sẵn                                                                          | không có sẵn                                                                          |
| 1948     | B36 (2)                                                                               | HB                                                                                    | không có sẵn                                                                          | không có sẵn                                                                          |
| 1949     | TB (2)                                                                                | HB                                                                                    | không có sẵn                                                                          | không có sẵn                                                                          |
| 1950     | B36 (3)                                                                               | TB                                                                                    | không có sẵn                                                                          | không có sẵn                                                                          |
| 1951     | TB (3)                                                                                | KÍ                                                                                    | không có sẵn                                                                          | không có sẵn                                                                          |
| 1952     | KÍ (3)                                                                                | TB                                                                                    | không có sẵn                                                                          | không có sẵn                                                                          |
| 1953     | KÍ (4)                                                                                | HB                                                                                    | không có sẵn                                                                          | không có sẵn                                                                          |
| 1954     | KÍ (5)                                                                                | HB                                                                                    | không có sẵn                                                                          | không có sẵn                                                                          |
| 1955     | HB                                                                                    | TB                                                                                    | không có sẵn                                                                          | không có sẵn                                                                          |
| 1956     | KÍ (6)                                                                                | TB                                                                                    | không có sẵn                                                                          | không có sẵn                                                                          |
| 1957     | KÍ (7)                                                                                | VB                                                                                    | không có sẵn                                                                          | không có sẵn                                                                          |
| 1958     | KÍ (8)                                                                                | HB                                                                                    | không có sẵn                                                                          | không có sẵn                                                                          |
| 1959     | B36 (4)                                                                               | KÍ                                                                                    | không có sẵn                                                                          | không có sẵn                                                                          |
| 1960     | HB (2)                                                                                | B36                                                                                   | không có sẵn                                                                          | không có sẵn                                                                          |
| 1961     | KÍ (9)                                                                                | B36                                                                                   | không có sẵn                                                                          | không có sẵn                                                                          |
| 1962     | B36 (5)                                                                               | KÍ                                                                                    | không có sẵn                                                                          | không có sẵn                                                                          |
| 1963     | HB (3)                                                                                | KÍ                                                                                    | không có sẵn                                                                          | không có sẵn                                                                          |
| 1964     | HB (4)                                                                                | B36                                                                                   | không có sẵn                                                                          | không có sẵn                                                                          |
| 1965     | HB (5)                                                                                | B36                                                                                   | không có sẵn                                                                          | không có sẵn                                                                          |
| 1966     | KÍ (10)                                                                               | HB                                                                                    | không có sẵn                                                                          | không có sẵn                                                                          |
| 1967     | KÍ (11)                                                                               | HB                                                                                    | không có sẵn                                                                          | không có sẵn                                                                          |
| 1968     | KÍ (12)                                                                               | B36                                                                                   | không có sẵn                                                                          | không có sẵn                                                                          |
| 1969     | KÍ (13)                                                                               | HB                                                                                    | không có sẵn                                                                          | không có sẵn                                                                          |
| 1970     | KÍ (14)                                                                               | HB                                                                                    | không có sẵn                                                                          | không có sẵn                                                                          |
| 1971     | HB (6)                                                                                | KÍ                                                                                    | Heri Nolsøe (HB)                                                                      | 20                                                                                    |
| 1972     | KÍ (15)                                                                               | HB                                                                                    | Heri Nolsøe (HB)                                                                      | 16                                                                                    |
| 1973     | HB (7)                                                                                | KÍ                                                                                    | John Eysturoy (HB)                                                                    | 13                                                                                    |
| 1974     | HB (8)                                                                                | KÍ                                                                                    | Johan Johannesen (HB)                                                                 | 10                                                                                    |
| 1975     | HB (9)                                                                                | KÍ                                                                                    | Johan Johannesen (HB)                                                                 | 8                                                                                     |
| 1976     | TB (4)                                                                                | HB                                                                                    | Heri Nolsøe (HB)                                                                      | 14                                                                                    |
| 1977     | TB (5)                                                                                | HB                                                                                    | Dave R. Jones (ÍF)                                                                    | 12                                                                                    |
| 1978     | HB (10)                                                                               | TB                                                                                    | Ásmund Nolsøe (TB)                                                                    | 9                                                                                     |
| 1979     | ÍF                                                                                    | TB                                                                                    | Meinhardt Dalbú (ÍF)                                                                  | 17                                                                                    |
| 1980     | TB (6)                                                                                | HB                                                                                    | Sveinbjørn Danielsson (TB)                                                            | 15                                                                                    |
| 1981     | HB (11)                                                                               | TB                                                                                    | Suni Jacobsen (HB)                                                                    | 12                                                                                    |
| 1982     | HB (12)                                                                               | TB                                                                                    | Henrik Thomsen (TB)                                                                   | 7                                                                                     |
| 1983     | GÍ                                                                                    | HB                                                                                    | Petur Hans Hansen (B68)                                                               | 10                                                                                    |
| 1984     | B68                                                                                   | TB                                                                                    | Aksel Højgaard (B68) Erling Jacobsen (HB)                                             | 10                                                                                    |
| 1985     | B68 (2)                                                                               | HB                                                                                    | Símun Petur Justinussen (GÍ)                                                          | 10                                                                                    |
| 1986     | GÍ (2)                                                                                | HB                                                                                    | Jesper Wiemer (B68)                                                                   | 13                                                                                    |
| 1987     | TB (7)                                                                                | HB                                                                                    | Símun Petur Justinussen (GÍ) Egill Steinþórsson (TB)                                  | 10                                                                                    |
| 1988     | HB (13)                                                                               | B68                                                                                   | Jógvan Petersen (B68)                                                                 | 9                                                                                     |
| 1989     | B71                                                                                   | HB                                                                                    | Egill Steinþórsson (VB)                                                               | 16                                                                                    |
| 1990     | HB (14)                                                                               | B36                                                                                   | Jón Pauli Olsen (VB)                                                                  | 10                                                                                    |
| 1991     | KÍ (16)                                                                               | B36                                                                                   | Símun Petur Justinussen (GÍ)                                                          | 15                                                                                    |
| 1992     | B68 (3)                                                                               | GÍ                                                                                    | Símun Petur Justinussen (GÍ)                                                          | 14                                                                                    |
| 1993     | GÍ (3)                                                                                | HB                                                                                    | Uni Arge (HB)                                                                         | 11                                                                                    |
| 1994     | GÍ (4)                                                                                | HB                                                                                    | John Petersen (GÍ)                                                                    | 21                                                                                    |
| 1995     | GÍ (5)                                                                                | HB                                                                                    | Súni Fríði Johannesen (B68)                                                           | 24                                                                                    |
| 1996     | GÍ (6)                                                                                | KÍ                                                                                    | Kurt Mørkøre (KÍ)                                                                     | 20                                                                                    |
| 1997     | B36 (6)                                                                               | HB                                                                                    | Uni Arge (HB)                                                                         | 24                                                                                    |
| 1998     | HB (15)                                                                               | KÍ                                                                                    | Jákup á Borg (B36)                                                                    | 20                                                                                    |
| 1999     | KÍ (17)                                                                               | GÍ                                                                                    | Jákup á Borg (B36)                                                                    | 17                                                                                    |
| 2000     | VB                                                                                    | HB                                                                                    | Súni Fríði Johannesen (B68)                                                           | 16                                                                                    |
| 2001     | B36 (7)                                                                               | GÍ                                                                                    | Helgi Petersen (GÍ)                                                                   | 19                                                                                    |
| 2002     | HB (16)                                                                               | NSÍ                                                                                   | Andrew av Fløtum (HB)                                                                 | 18                                                                                    |
| 2003     | HB (17)                                                                               | B36                                                                                   | Hjalgrím Elttør (KÍ)                                                                  | 13                                                                                    |
| 2004     | HB (18)                                                                               | B36                                                                                   | Sonni Petersen (EB/Streymur)                                                          | 13                                                                                    |
| 2005     | B36 (8)                                                                               | Skála                                                                                 | Christian Høgni Jacobsen (NSÍ)                                                        | 18                                                                                    |
| 2006     | HB (19)                                                                               | EB/Streymur                                                                           | Christian Høgni Jacobsen (NSÍ)                                                        | 18                                                                                    |
| 2007     | NSÍ                                                                                   | EB/Streymur                                                                           | Amed Davy Sylla (B36)                                                                 | 18                                                                                    |
| 2008     | EB/Streymur                                                                           | HB                                                                                    | Arnbjørn Hansen (EB/Streymur)                                                         | 20                                                                                    |
| 2009     | HB (20)                                                                               | EB/Streymur                                                                           | Finnur Justinussen (Víkingur)                                                         | 19                                                                                    |
| 2010     | HB (21)                                                                               | EB/Streymur                                                                           | Arnbjørn Hansen (EB/Streymur) Christian Høgni Jacobsen (NSÍ)                          | 22                                                                                    |
| 2011     | B36 (9)                                                                               | EB/Streymur                                                                           | Finnur Justinussen (Víkingur)                                                         | 21                                                                                    |
| 2012     | EB/Streymur (2)                                                                       | ÍF                                                                                    | Clayton Soares (ÍF) Páll Klettskarð (KÍ)                                              | 22                                                                                    |
| 2013     | HB (22)                                                                               | ÍF                                                                                    | Klæmint Olsen (NSÍ)                                                                   | 21                                                                                    |
| 2014     | B36 (10)                                                                              | HB                                                                                    | Klæmint Olsen (NSÍ)                                                                   | 22                                                                                    |
| 2015     | B36 (11)                                                                              | NSÍ                                                                                   | Klæmint Olsen (NSÍ)                                                                   | 21                                                                                    |
| 2016     | Víkingur                                                                              | KÍ                                                                                    | Klæmint Olsen (NSÍ)                                                                   | 23                                                                                    |
| 2017     | Víkingur (2)                                                                          | KÍ                                                                                    | Adeshina Lawal (Víkingur)                                                             | 17                                                                                    |
| 2018     | HB (23)                                                                               | NSÍ                                                                                   | Adrian Justinussen (HB)                                                               | 20                                                                                    |
| 2019     | KÍ (18)                                                                               | B36                                                                                   | Klæmint Olsen (NSÍ)                                                                   | 26                                                                                    |
| 2020     | HB (24)                                                                               | NSÍ                                                                                   | Klæmint Olsen (NSÍ) Uroš Stojanov (ÍF)                                                | 17                                                                                    |
| 2021     | KÍ (19)                                                                               | HB                                                                                    | Mikkel Dahl (HB)                                                                      | 27                                                                                    |
| 2022     | KÍ (20)                                                                               | Víkingur                                                                              | Sølvi Vatnhamar (Víkingur)                                                            | 20                                                                                    |
| 2023     | KÍ (21)                                                                               | Víkingur                                                                              | Sølvi Vatnhamar (Víkingur)                                                            | 21                                                                                    |
| 2024     | Víkingur (3)                                                                          | KÍ                                                                                    | Páll Klettskarð (KÍ)                                                                  | 23                                                                                    |

### Danh sách theo điểm
Những ô để trống là chưa có dữ liệu chính xác
| Mùa bóng | Số đội bóng | Vô địch         | Điểm | Hạng nhì                   | Điểm |
| 1942     |             | KÍ Klaksvík     |      |                            |      |
| 1943     |             | TB Tvøroyri     |      |                            |      |
| 1944     | x           | không tổ chức   | x    | x                          | x    |
| 1945     |             | TB Tvøroyri     |      |                            |      |
| 1946     |             | B36 Tórshavn    |      |                            |      |
| 1947     |             | SÍ Sørvagur     |      |                            |      |
| 1948     |             | B36 Tórshavn    |      |                            |      |
| 1949     |             | TB Tvøroyri     |      |                            |      |
| 1950     |             | B36 Tórshavn    |      |                            |      |
| 1951     | 4           | TB Tvøroyri     |      |                            |      |
| 1952     | 5           | KÍ Klaksvík     |      |                            |      |
| 1953     | 5           | KÍ Klaksvík     |      |                            |      |
| 1954     | 4           | KÍ Klaksvík     |      |                            |      |
| 1955     | 4           | HB Tórshavn     |      |                            |      |
| 1956     | 5           | KÍ Klaksvík     |      |                            |      |
| 1957     | 5           | KÍ Klaksvík     |      |                            |      |
| 1958     | 5           | KÍ Klaksvík     |      |                            |      |
| 1959     | 5           | B36 Tórshavn    |      |                            |      |
| 1960     | 4           | HB Tórshavn     |      |                            |      |
| 1961     | 4           | KÍ Klaksvík     |      |                            |      |
| 1962     | 4           | B36 Tórshavn    |      |                            |      |
| 1963     | 4           | HB Tórshavn     |      |                            |      |
| 1964     | 4           | HB Tórshavn     |      |                            |      |
| 1965     | 4           | HB Tórshavn     |      |                            |      |
| 1966     | 5           | KÍ Klaksvík     |      |                            |      |
| 1967     | 5           | KÍ Klaksvík     |      |                            |      |
| 1968     | 5           | KÍ Klaksvík     |      |                            |      |
| 1969     | 5           | KÍ Klaksvík     |      |                            |      |
| 1970     | 5           | KÍ Klaksvík     |      |                            |      |
| 1971     | 6           | HB Tórshavn     |      |                            |      |
| 1972     | 6           | KÍ Klaksvík     |      |                            |      |
| 1973     | 6           | HB Tórshavn     |      |                            |      |
| 1974     | 6           | HB Tórshavn     |      |                            |      |
| 1975     | 6           | HB Tórshavn     |      |                            |      |
| 1976     | 7           | TB Tvøroyri     | 20   | HB Tórshavn                | 19   |
| 1977     | 7           | TB Tvøroyri     | 20   | HB Tórshavn                | 16   |
| 1978     | 7           | HB Tórshavn     | 20   | TB Tvøroyri                | 19   |
| 1979     | 8           | ÍF Fuglafjørður | 25   | TB Tvøroyri                | 24   |
| 1980     | 8           | TB Tvøroyri     | 25   | HB Tórshavn                | 20   |
| 1981     | 8           | HB Tórshavn     | 21   | TB Tvøroyri                | 21   |
| 1982     | 8           | HB Tórshavn     | 22   | TB Tvøroyri                | 19   |
| 1983     | 8           | GÍ Gøta         | 19   | HB Tórshavn                | 18   |
| 1984     | 8           | B68 Toftir      | 21   | TB Tvøroyri                | 19   |
| 1985     | 8           | B68 Toftir      | 21   | HB Tórshavn                | 19   |
| 1986     | 8           | GÍ Gøta         | 20   | HB Tórshavn                | 17   |
| 1987     | 8           | TB Tvøroyri     | 18   | HB Tórshavn                | 17   |
| 1988     | 10          | HB Tórshavn     | 25   | B68 Toftir                 | 24   |
| 1989     | 10          | B71 Sandur      | 31   | HB Tórshavn                | 22   |
| 1990     | 10          | HB Tórshavn     | 24   | B36 Tórshavn               | 20   |
| 1991     | 10          | KÍ Klaksvík     | 24   | B36 Tórshavn               | 24   |
| 1992     | 10          | B68 Toftir      | 27   | GÍ Gøta                    | 25   |
| 1993     | 10          | GÍ Gøta         | 28   | HB Tórshavn                | 25   |
| 1994     | 10          | GÍ Gøta         | 30   | HB Tórshavn                | 30   |
| 1995     | 10          | GÍ Gøta         | 41   | HB Tórshavn                | 33   |
| 1996     | 10          | GÍ Gøta         | 39   | KÍ Klaksvík                | 39   |
| 1997     | 10          | B36 Tórshavn    | 48   | HB Tórshavn                | 41   |
| 1998     | 10          | HB Tórshavn     | 45   | KÍ Klaksvík                | 38   |
| 1999     | 10          | KÍ Klaksvík     | 41   | GÍ Gøta                    | 39   |
| 2000     | 10          | VB Vágur        | 40   | HB Tórshavn                | 38   |
| 2001     | 10          | B36 Tórshavn    | 46   | GÍ Gøta                    | 42   |
| 2002     | 10          | HB Tórshavn     | 41   | NSÍ Runavík                | 36   |
| 2003     | 10          | HB Tórshavn     | 41   | B36 Tórshavn               | 37   |
| 2004     | 10          | HB Tórshavn     | 41   | B36 Tórshavn               | 34   |
| 2005     | 10          | B36 Tórshavn    | 54   | Skála ÍF                   | 50   |
| 2006     | 10          | HB Tórshavn     | 55   | EB/Streymur                | 54   |
| 2007     | 10          | NSÍ Runavík     | 61   | EB/Streymur                | 54   |
| 2008     | 10          | EB/Streymur     | 55   | HB Tórshavn                | 49   |
| 2009     | 10          | HB Tórshavn     | 55   | EB/Streymur                | 50   |
| 2010     | 10          | HB Tórshavn     | 54   | EB/Streymur                | 51   |
| 2011     | 10          | B36 Tórshavn    | 67   | EB/Streymur                | 60   |
| 2012     | 10          | EB/Streymur     | 58   | Ítróttarfelag Fuglafjarðar | 54   |
| 2013     | 10          | HB Tórshavn     | 54   | Ítróttarfelag Fuglafjarðar | 49   |
| 2014     | 10          | B36 Tórshavn    | 61   | HB Tórshavn                | 60   |
| 2015     | 10          | B36 Tórshavn    | 61   | NSÍ Runavík                | 54   |
| 2016     | 10          | Víkingur Gøta   | 61   | Klaksvíkar Ítróttarfelag   | 60   |
| 2017     | 10          | Víkingur Gøta   | 52   | Klaksvíkar Ítróttarfelag   | 52   |
| 2018     | 10          | HB Tórshavn     | 73   | NSÍ Runavík                | 55   |
| 2019     | 10          |                 |      |                            |      |

## Thống kê
| Đội         | Địa điểm            | Vô địch | Á quân |
| ----------- | ------------------- | ------- | ------ |
| HB          | Tórshavn            | 24      | 26     |
| KÍ          | Klaksvík            | 21      | 14     |
| B36         | Tórshavn            | 11      | 10     |
| TB          | Tvøroyri            | 7       | 10     |
| GÍ          | Norðragøta          | 6       | 3      |
| Víkingur    | Norðragøta/ Leirvík | 3       | 2      |
| B68         | Toftir              | 3       | 1      |
| EB/Streymur | Eiði/ Streymnes     | 2       | 5      |
| NSÍ         | Runavík             | 1       | 4      |
| VB          | Vágur               | 1       | 2      |
| ÍF          | Fuglafjørður        | 1       | 2      |
| SÍ          | Sørvágur            | 1       | 1      |
| B71         | Sandur              | 1       | 0      |
| MB          | Miðvágur            | 0       | 1      |
| Skála       | Skála               | 0       | 1      |

Các câu lạc bộ được in đậm hiện đang chơi ở giải đấu hàng đầu mùa giải 2025.

Các câu lạc bộ được in nghiêng hiện không còn hoạt động trong bóng đá người lớn.